# Lesneven
Lesneven je naselje in občina v severozahodnem francoskem departmaju Finistère regije Bretanje. Naselje je leta 2008 imelo 6.794 prebivalcev.

## Geografija
Kraj leži v pokrajini Pays de Léon 27 km severovzhodno od Bresta.

## Uprava
Lesneven je sedež istoimenskega kantona, v katerega so poleg njegove vključene še občine Brignogan-Plages / Brignogan, Le Folgoët / ar Folgoad, Goulven / Goulc'hen, Kerlouan, Kernouës / Kernouez, Ploudaniel / Plouzeniel, Plouider, Plounéour-Trez / Plouneour-Traezh, Saint-Frégant / Sant-Fregan, Saint-Méen / Sant-Neven in Tréglonou / Tregaranteg z 21.583 prebivalci.
Kanton Lesneven je sestavni del okrožja Brest.

## Zanimivosti
- nekdanji uršulinski samostan, danes pokrajinski muzej,
- cerkev sv. Mihaela iz 18. stoletja.

## Osebnosti
- Adolphe Le Flô, francoski general, vojni minister, veleposlanik v Rusiji,
- Charles Huntziger, general, podpisnik kapitulacije Francije med drugo svetovno vojno 22. junija 1940.

## Pobratena mesta
- Carmarthen / Caerfyrddin (Wales, Združeno kraljestvo)
- Puentes de García Rodríguez / As Pontes de García Rodríguez (Galicija, Španija)